# Zehneria rutenbergiana
Zehneria rutenbergiana là một loài thực vật có hoa trong họ Cucurbitaceae. Loài này được (Cogn.) Keraudren miêu tả khoa học đầu tiên năm 1964.